# Hart am Wind (Album)
Hart am Wind ist das sechste Studioalbum von Frei.Wild, der Deutschrock-Band aus Brixen in der italienischen Provinz Bozen–Südtirol. Es erschien am 23. Oktober 2009 über das neu gegründete Label Rookies & Kings als Standard- und Limited-Edition.

## Musikstil und Inhalt
Die Lieder des Albums sind überwiegend sehr rockig gehalten, lediglich die Titel Stück für Stück und Eines Tages sind eher ruhigere Balladen. Außerdem findet man gesellschaftskritische Lieder. Immer höher hinaus kritisiert beispielsweise, dass der Größenwahn der Menschen, die Umwelt zerstört und die Natur zurückschlagen wird, während die Band sich in Das Land der Vollidioten von allen politischen Richtungen distanziert. Außerdem sind mehrere Neuaufnahmen älterer Stücke auf dem Album enthalten, u. a. auch des völkisch-nationalistischen Liedes Südtirol.
Beide Versionen von Hart am Wind unterscheiden sich in der Reihenfolge der Titel. Auf der Limited-Edition sind zusätzlich die Songs Daheim, Eines Tages, Diesen Schuh musst du dir nicht anziehen und Gebt mir meine Pappe wieder enthalten, dagegen fehlt das Lied Sieger stehen da auf, wo Verlierer liegen bleiben, das ursprünglich nur auf der Standard-Edition enthalten ist, auf Streaming-Plattformen und auf der offiziellen Website des Labels aber trotzdem als 19. Track aufgeführt wird.

## Covergestaltung
Das Albumcover ist schwarz-weiß gehalten. Es zeigt links unten eine Gestalt, die als Schlagzeuger oder Segler interpretiert werden kann. Der typische Frei.Wild-Schriftzug befindet sich im oberen Teil des Bildes, der Titel Hart am Wind steht rechts unten.

## Titellisten
| #  | Titel                                             | Länge |
| -- | ------------------------------------------------- | ----- |
| 1  | Das Land der Vollidioten                          | 3:44  |
| 2  | Weiter immer weiter                               | 4:46  |
| 3  | Arschtritt                                        | 3:55  |
| 4  | Immer höher hinaus                                | 3:48  |
| 5  | Niemand                                           | 3:24  |
| 6  | Halt deine Schnauze                               | 4:24  |
| 7  | Stück für Stück                                   | 3:41  |
| 8  | Irgendwer steht dir zur Seite                     | 3:37  |
| 9  | Ich helf dir auf                                  | 3:11  |
| 10 | Sieger stehen da auf, wo Verlierer liegen bleiben | 3:13  |
| 11 | Unterwegs                                         | 3:32  |
| 12 | Frei.Wild                                         | 2:44  |
| 13 | Südtirol                                          | 3:50  |
| 14 | Freiheit                                          | 3:23  |
| 15 | Wahr oder gelogen                                 | 2:45  |

| #  | Titel                                    | Länge |
| -- | ---------------------------------------- | ----- |
| 1  | Das Land der Vollidioten                 | 3:44  |
| 2  | Immer höher hinaus                       | 3:48  |
| 3  | Arschtritt                               | 3:55  |
| 4  | Unterwegs                                | 3:32  |
| 5  | Halt deine Schnauze                      | 4:24  |
| 6  | Stück für Stück                          | 3:41  |
| 7  | Wahr oder gelogen                        | 2:45  |
| 8  | Freiheit                                 | 3:23  |
| 9  | Daheim                                   | 3:04  |
| 10 | Niemand                                  | 3:24  |
| 11 | Weiter immer weiter                      | 4:46  |
| 12 | Südtirol                                 | 3:50  |
| 13 | Eines Tages                              | 3:59  |
| 14 | Ich helf dir auf                         | 3:11  |
| 15 | Frei.Wild                                | 2:44  |
| 16 | Diesen Schuh musst du dir nicht anziehen | 4:09  |
| 17 | Irgendwer steht dir zur Seite            | 3:37  |
| 18 | Gebt mir meine Pappe wieder              | 4:32  |

## Chartplatzierungen und Singles
Hart am Wind stieg in der 46. Kalenderwoche des Jahres 2009 auf Platz 15 in die deutschen Albumcharts ein und belegte in den folgenden Wochen die Positionen 50; 74 und 80, bevor es die Charts verließ. Insgesamt hielt sich das Album acht Wochen (inklusive Festival-Edition) in den Top 100.
Als erste Single wurde am 9. Oktober 2009 der Song Das Land der Vollidioten veröffentlicht. Die zweite Auskopplung Sieger stehen da auf, wo Verlierer liegen bleiben erschien am 19. Februar 2010. Beide Lieder konnten sich nicht in den Charts platzieren.

## Verkaufszahlen und Auszeichnungen
Im Juni 2018 erhielt Hart am Wind für über 100.000 verkaufte Exemplare in Deutschland eine Goldene Schallplatte.

## Kritiken
| Professionelle Bewertungen | Professionelle Bewertungen |
| Kritiken                   | Kritiken                   |
| Quelle                     | Bewertung                  |
| -------------------------- | -------------------------- |
| laut.de                    | [ 5 ]                      |
| metal.de                   | [ 6 ]                      |
| musikreviews.de            | [ 7 ]                      |
| cdstarts.de                | [ 8 ]                      |
| metal1.info                | [ 9 ]                      |

Das Album erhielt größtenteils durchschnittliche Kritiken.
- Das Online-Magazin laut.de gab dem Album drei von möglichen fünf Punkten. Man bescheinigte Hart am Wind starke Ähnlichkeit zu den Veröffentlichungen der Böhsen Onkelz:

„Die Südtiroler haben sich im Laufe der Jahre zwar nicht nur bei beinharten Onkelz-Supportern Fans erspielt. Doch gerade die müssten nun ohne zu zögern bei ‚Hart Am Wind‘ zugreifen, denn Frei.Wild halten wie kaum eine andere Band den rotzig rohen Charme der Onkelz am Leben. […] Musikalisch und textlich ist die Nähe nicht zu leugnen, und so gibt es dreckigen Rock mit diversen Punk und Metal-Anleihen. Simpel, mit ordentlich Feuer unterm Hintern und einem Drive, der dir direkt an den Hals springt. Das ist nicht neu, nicht revolutionär, kann einem aber trotzdem etwas geben. […] ‚Hart Am Wind‘ ist roh, stellenweise primitiv aber spricht mir in weiten Teilen aus der Seele. Der Sound gehört ins Auto, aber auch live dürfte das Quartett wenig anbrennen lassen. Die Scheibe rockt, hat Eier und macht richtig Spaß!“

- Die Seite musikreviews.de gab Hart am Wind acht von möglichen 15 Punkten. Die guten Texte und ansprechenden Melodien werden hervorgehoben, wenn es auch keine Überraschungen gibt:

„Zuhören ist bei den Texten angesagt, während die Musik programmatischen Melo-Punk oder – meint man es böse mit den Südtirolern – Deutschrock im Böhse-Onkelz-Dunstkreis darstellt. […] Nimm dein Leben selbst in die Hand und hör auf, den Jammerlappen zu spielen. Dies hört man eher selten – und wenn, dann oft nur als wenig ernstes Lippenbekenntnis. Bei FREI-WILD klingt es durchaus überzeugend. […] Fernab von martialischem Gegrolle und dummem Fun-Punk geben FREI.WILD ein dezent anderes Bild deutschsprachiger Rockmusik ab. Der Teufel im Detail liegt eher in den Texten als in der punkig melodischen, glatt inszensierten [sic] Musik mit reichlich Energie.“

## Festival-Edition
Am 4. Juni 2010 erschien eine neue Version des Albums unter dem Namen Hart am Wind Festival-Edition.

### Inhalt (FE)
Neben den Stücken von Hart am Wind sind auf der Festival Edition weitere Bonussongs und Neuaufnahmen enthalten. Außerdem gab es eine spezielle Ausgabe mit Survival-Box für Festivals.

### Covergestaltung (FE)
Das Albumcover ist das gleiche wie bei der Standard Edition. Lediglich die Farbgebung in Schwarz-Weiß ist genau umgekehrt und rechts unten steht der Titel Hart am Wind Festival Edition.

### Titelliste (FE)
| #  | Titel                    | Länge |
| -- | ------------------------ | ----- |
| 1  | Das Land der Vollidioten | 3:44  |
| 2  | Immer höher hinaus       | 3:48  |
| 3  | Mach das Beste draus     | 3:23  |
| 4  | Arschtritt               | 3:55  |
| 5  | Unterwegs                | 3:32  |
| 6  | Halt deine Schnauze      | 4:24  |
| 7  | Stück für Stück          | 3:41  |
| 8  | Schwarz & Weiß           | 3:41  |
| 9  | Wahr oder gelogen        | 2:45  |
| 10 | Freiheit                 | 3:23  |
| 11 | Daheim                   | 3:04  |

| #  | Titel                                             | Länge |
| -- | ------------------------------------------------- | ----- |
| 1  | Niemand                                           | 3:24  |
| 2  | Weiter immer weiter                               | 4:43  |
| 3  | Südtirol                                          | 3:50  |
| 4  | Sieger stehen da auf, wo Verlierer liegen bleiben | 3:13  |
| 5  | Eines Tages                                       | 3:59  |
| 6  | Ich helf dir auf                                  | 3:11  |
| 7  | Frei.Wild                                         | 2:44  |
| 8  | Der aufrechte Weg                                 | 4:34  |
| 9  | Diesen Schuh musst du dir nicht anziehen          | 4:09  |
| 10 | Dieses Jahr holen wir uns den Pokal               | 3:40  |
| 11 | Hupensong                                         | 4:06  |

### Chartplatzierungen und Singles (FE)
Nach Veröffentlichung der Festival-Edition gelang Hart am Wind (die Verkäufe beider Versionen wurden zusammen gewertet) Ende Juni 2010 für drei Wochen der Wiedereinstieg in die deutschen Top 100, wobei es bis auf Platz 41 stieg.
Als Single wurde passend zur Fußball-WM 2010 der Song Dieses Jahr holen wir uns den Pokal veröffentlicht. Der Song stieg auf Platz 66 in die deutschen Charts ein und belegte nach zwischenzeitlichem Ausstieg die Positionen 71 und 75, bevor das Lied endgültig die Top 100 verließ.